# Abul Misque Cafur

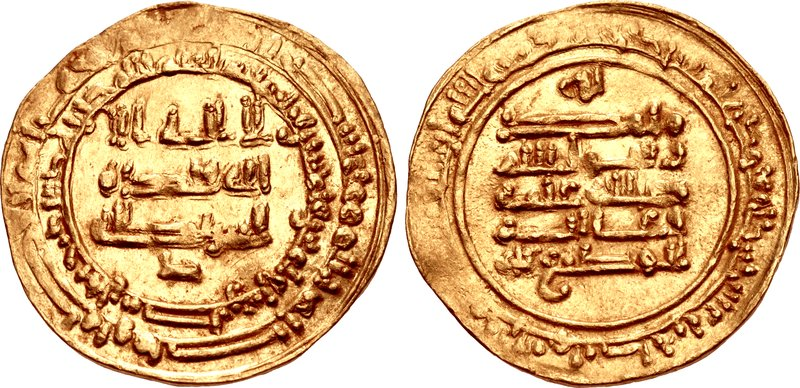
Dinar de ouro de Abul Misque Cafur emitido em 965/966 em Ramla

Abul Misque Cafur (Abu al-Misk Kafur; 905–968), também conhecido como Alaite, Alçuri e Alabi, foi um importante oficial da dinastia iquíxida que governou o Egito e a Síria. Originalmente um escravo negro da Abissínia, foi promovido a vizir do Egito, tornando-se o seu governador de facto. Após a morte de seu mestre, Maomé ibne Tugueje, Cafur o sucedeu para se tornar o governador de jure dos domínios iquíxidas no Egito e sul da Síria (incluindo Damasco) até sua morte em 968.